# 貴舩悦光
貴舩 悦光（きふね よしみつ、1927年（昭和2年）1月16日 - 2010年（平成22年）9月5日）は、日本の政治家。山口県岩国市長（2期）。

## 経歴
山口県岩国市今津町出身。1952年法政大学経済学部卒。同年興亜石油に入社。1961年帰郷し旭興産（現：アラインテック株式会社）に勤務し、1965年に社長に就任する。1991年に岩国市長に当選。それにより同社の会長に就任した。1999年に市長を引退、社長に復帰した（会長兼務）。
2010年9月5日死去。11月25日に市民葬が営まれ、現岩国市長の福田良彦が葬儀委員長を務めた。

## 脚註
1. 1 2 3 4 5  『新訂 現代政治家人名事典』178頁。
2. ↑  『全国歴代知事・市長総覧』日外アソシエーツ、2022年、352頁。
3. ↑  アラインテック株式会社 aline|会社沿革
4. ↑  市民葬、５００人が参列　故貴舩・元岩国市長の功績たたえ 山口新聞 - archive.today（2016年3月14日アーカイブ分）